# Szongdzsusza
Szongdzsusza (hangul: 성주사지, Szongdzsuszadzsi, handzsa: 聖住寺址, RR: Seongjusaji) buddhista templom Dél-Korea Dél-Cshungcshong (Dél-Chungcheong) tartományában, a 307. történelmi látványosság.

## Története
A templom elődjét a Pekcse-korban építették Pop (Beop) király uralkodása (599–600) alatt Ohapsza (Ohapsa) néven. A jelenlegi nevét akkor kapta, amikor a Silla korban Nanghje (Nanhye) szerzetes Kínából visszatérve, Munszong (Munseong) sillai király uralkodása alatt (839–857) jelentősen kibővíttette.

## Nanghje(Nanghye)pap emlékműve
A templomot kibővítő Nanghje (Nanhye) szerzetes hercegi rangú volt, Mujol (Muyeol) sillai király (654–661) leszármazottja. 801-ben született és tizenhárom évesen lett szerzetes. 821 és 845 között Kínában tanult, majd hazatérve az Ohapsza (Ohapsa) apátja lett. A templom kibővülése után a király Szongdzsusza (Seongjusa) névre keresztelte a komplexumot. 888-ban hunyt el, ekkor kapta a posztumusz Nanghje (Nanghye) nevet. A tiszteletére emelt sztélé talapzata teknőst formáz, a templom területének északnyugati részén található. A táblán a szerzetes származása és tettei találhatóak leírva részletesen. Valószínűleg 890 körül emelték.